# Соли (наркотики)

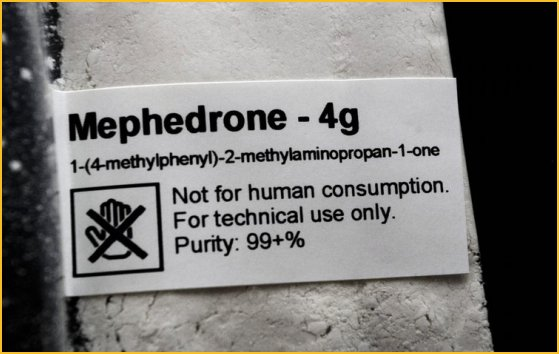
Мефедрон, известный как «соль для ванн». Пакет с маркировкой «Не для употребления человеком»

Соли для ванны (англ. bath salts; также англ. psychoactive «bath salts»), или просто соли — общее неформальное название группы дизайнерских наркотиков, действующими веществами которых являются синтетические катиноны (4-MMC (мефедрон), MDPV, α-PVP, метилон и др.), смешанные в различных пропорциях со вспомогательными веществами. В более узком смысле под солями в русском языке понимают только α-PVP.
Наркотики данной группы вызывают эффекты, схожие по ощущениям на действие амфетамина, MDMA и кокаина. Название закрепилось за данной группой из-за внешнего сходства (белые кристаллы) с легальными продуктами, такими как английская соль и др., однако химически не имеют ничего общего с настоящими солями для ванн. Упаковки с «солями для ванн» в странах Европейского союза могли маркироваться надписью «Не для употребления человеком», что, по мнению производителей дизайнерских препаратов, позволяло обойти законодательство ЕС, контролирующее сферу оборота наркотиков.

## История
Такие катиноны, как эфедрон, в природе содержатся в листьях растения кат. Впервые подобные соединения были синтезированы в 1910-х годах, но оставались неизвестными вплоть до начала XXI века, когда они были открыты заново и стали широко использоваться в производстве дизайнерских наркотиков, состав которых оставался легальным в большинстве стран. В 2009 и 2010-х годах злоупотребления синтетическими катинонами увеличиваются сначала в Великобритании, Европе, а затем в США и Канаде.
Психоактивные вещества, реализуемые как «соли для ванн», впервые попадают в поле зрения органов власти США в 2010 году после отчётов, сделанных для токсикологических центров. В отличие от Европы, где «соли для ванн» распространялись главным образом наркоторговцами и через веб-сайты, в США они в основном продавались в небольших магазинах у заправок и в магазинах курительных аксессуаров, что сделало их более доступными, чем сигареты и алкоголь. В США число связанных с «солями для ванн» обращений в токсикологические центры выросло с 304 раз в 2010 году до 6 138 раз в 2011. К июню 2012 года было зарегистрировано больше 10 000 подобных обращений.
«Соли для ванн», как правило, употребляются перорально и интраназально, также могут употребляться путём курения, внутривенными и внутримышечными инъекциями.

## Фармакология

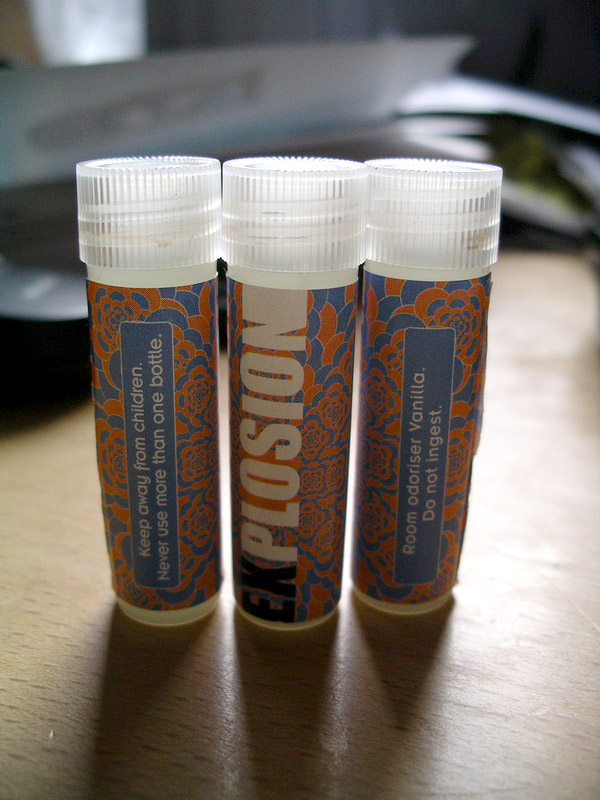
Баночки с метилоном. Надписи: «„Взрыв“. Ароматизатор помещений. Не проглатывать. Хранить в местах, недоступных для детей. Ни при каких условиях не использовать более одной банки»

В состав «солей для ванн» чаще всего входят такие катиноны, как метилендиоксипировалерон (МДПВ), метилон и 4-MMC (мефедрон), однако химический состав может различаться и продукты с одинаковым названием могут также содержать производные пировалерона (например, α-PVP) или пипрадола. Самый распространённый синтетический катинон в Европе — 4-MMC (мефедрон), в США — MDPV.
В настоящее время практически отсутствуют достоверные сведения о механизме взаимодействия «солей для ванн» с головным мозгом, а также о том, как эти вещества метаболизируются в организме. Сходные с амфетаминами стимулирующие эффекты вызваны способностью этих веществ увеличивать концентрацию таких моноаминов, как дофамин, серотонин, норэпинефрин в синапсах. Эти вещества в основном хуже проникают сквозь ГЭБ, чем амфетамины, в связи с наличием бета-кето группы, которая увеличивает полярность соединения.

## Влияние на здоровье
В целом все вещества, распространяемые как «соли», биохимически (по механизму действия главным образом, но как правило и в структурно-химическом плане) исключительно близки к метамфетамину, оказывают сходное с ним воздействие на психику и сходные же побочные эффекты. Наиболее частыми являются парадоксальная реакция (нейролептически-подобный синдром, вследствие истощения запасов нейромедиаторов, т. н. «измена»).
Согласно исследованию Генри Спиллера и его коллег, для этой группы наркотиков характерны следующие эффекты (в порядке убывания распространённости среди употреблявших «соли для ванн»): ажитация (82 %), агрессивное поведение (57 %), тахикардия (56 %), галлюцинации (40 %), параноид (36 %), спутанность сознания (34 %), миоклония (19 %), повышенное кровяное давление (17 %), боль в груди (17 %), расширение зрачков (13 %), повышение активности креатинкиназы (9 %), гипокалиемия (4 %), расфокусированное зрение (3 %), кататония (1 %).
Внешние симптомы передозировки «солей для ванн» схожи с симптомами передозировки психостимуляторов и включают расширенные зрачки, непроизвольные мышечные движения, учащённое сердцебиение и высокое кровяное давление. Также задокументировано множество случаев специфических психозов, вызванных употреблением «солей для ванн».

## Выявление
«Соли для ванн» не могут быть обнаружены поисковыми собаками и не выявляются в организме в ходе стандартных анализов мочи. Могут быть обнаружены в ходе анализов волос и мочи с использованием газовой хроматографии.

## Распространённость

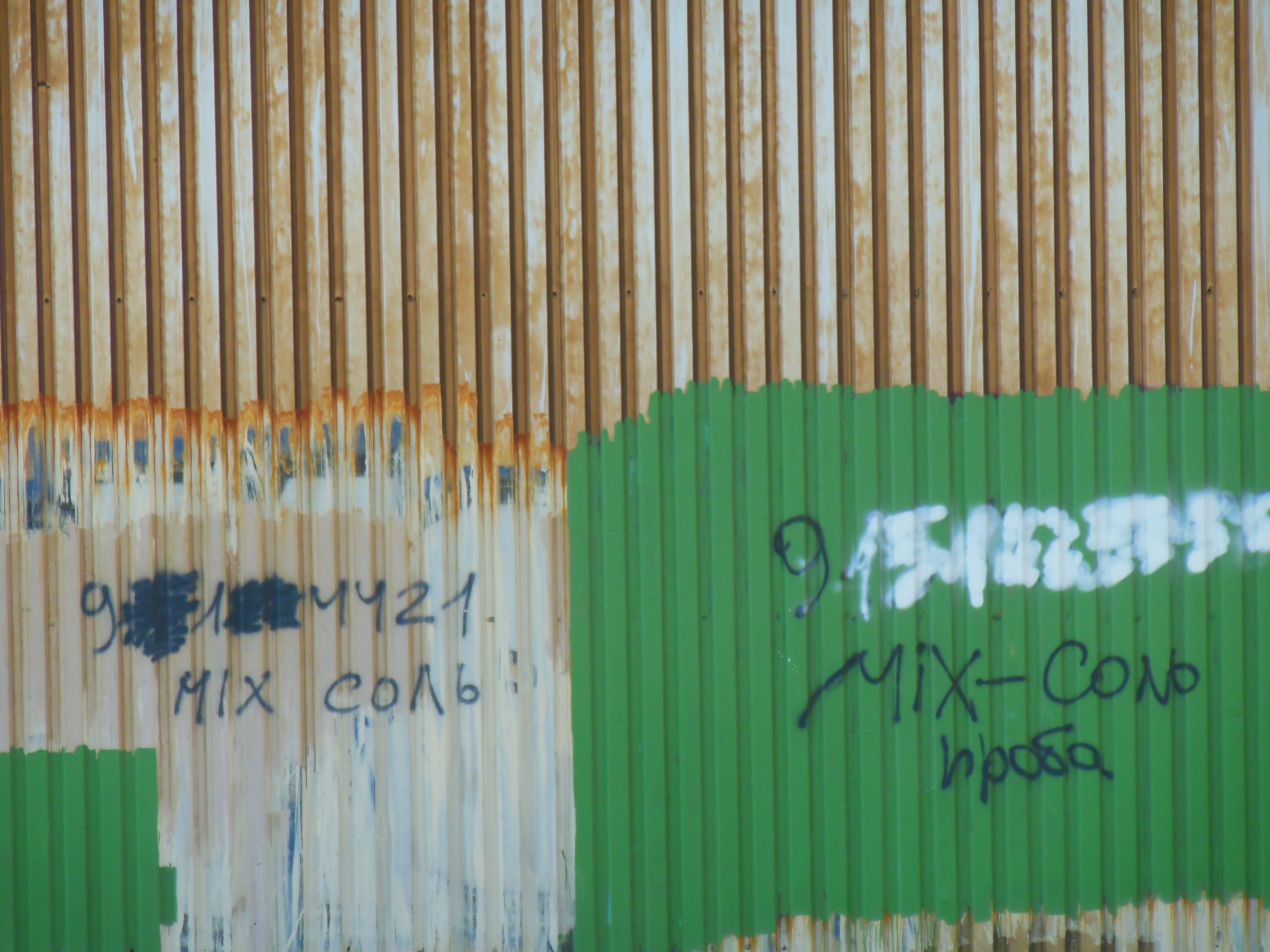
Графитти с рекламой «солей» на заборе в городе Химки

«Соли для ванн» получили распространение в Российской Федерации в 2011—2020 годах как легальная альтернатива некоторым психоактивным веществам. Мефедрон, метилон, МДПВ и другие синтетические соединения (как правило, синтетические катиноны) стали главными компонентами различных наркотиков, реализуемых посредством онлайн-магазинов и интернет-форумов.
В настоящий момент конкретные статистические данные о распространённости употребления «солей для ванн» отсутствуют. Несмотря на это, мефедрон называется в качестве 4-го самого распространённого наркотика в Великобритании (после каннабиса, МДМА и кокаина).

## Правовой статус
В Великобритании все замещённые катиноны были признаны нелегальными в апреле 2010 года в соответствии с законом «Misuse of Drugs Act» 1971 года, однако вскоре появились такие дизайнерские наркотики, как нафирон и др., некоторые из которых были признаны легальными продуктами, содержащими нелегальные компоненты. Чтобы обойти законодательство, дизайнерские наркотики (например, мефедрон) стали описываться как «соли для ванн» и «удобрения», несмотря на то, что эти вещества никогда ранее не использовались в качестве солей для ванн или удобрений.
В 41 штате США «соли для ванн» признаны нелегальными. Нелегальный статус «солей для ванн» в США зафиксирован в «Списке I» Закона о контролируемых препаратах (en:Controlled Substances Act). Продвижение под видом «солей для ванн», а также специальная маркировка «Не для употребления человеком» были попыткой обойти Федеральный закон об аналогах, который запрещает препараты, структурно схожие с уже известными наркотиками.
Появившись на территории России, «соли для ванн» легально просуществовали 2 года. Дополнениями в Постановление Правительства РФ № 681 от 30 июня 1998 года от 22.06.2009 № 507, от 31.12.2009 № 1186, от 21.04.2010 № 255, от 03.06.2010 № 398, от 30.06.2010 № 486, от 29.07.2010 № 578, от 27.11.2010 № 934 практически все дизайнерские наркотики, в том числе «соли для ванн», находящиеся в обороте к этому времени, были внесены в Перечень наркотических средств РФ.